# Local Valley
Local Valley è il quarto album in studio del cantautore svedese José González, pubblicato nel 2021.

## Tracce
Testi e musiche di José González, eccetto dove indicato.
1. El Invento – 2:33
2. Visions – 3:55
3. Void – 3:09
4. Horizons – 3:16
5. Head On – 4:45
6. Valle Local – 2:23
7. Lasso In – 3:47
8. Lilla G – 2:00
9. Swing – 3:33 (José González, Hannele Fernström)
10. Tjomme – 4:56
11. Line of Fire – 3:08 (González, Tobias Winterkorn, Elias Araya)
12. En Stund På Jorden – 2:42 (Laleh Pourkarim)
13. Honey Honey – 1:48 (González, Stefan Kozalla)